# ابو سلیمان محمد سجستانی
ابو سلیمان محمد بن طاهر بن بهرام سجستانی از بزرگ‌ترین فلاسفه و منطقیون سده چهارم هجری ایرانی است. برخی از کتبی که نگارش آنها به سجستانی نسبت داده شده است به شرح زیر است.
- رساله فی مراتب قوی الانسان
- فی اقتصاص طرق الفضائل
- کلام فی المنطق
- تعالیق حکمیه
- المحرک الاول